# Xy (xã)
Xy là một xã cũ thuộc huyện Hướng Hóa, tỉnh Quảng Trị, Việt Nam.
Ngày 16 tháng 6 năm 2025, Ủy ban Thường vụ Quốc hội ban hành Nghị quyết số 1680/NQ-UBTVQH15 về việc sắp xếp các đơn vị hành chính cấp xã của tỉnh Quảng Trị năm 2025.. Theo đó, hợp nhất xã Ba Tầng, xã Xy vào xã A Dơi.

## Địa lý
Nằm cách trung tâm huyện lỵ (thị trấn Khe Sanh) 36 km về phía Nam.

## Hành chính
Xã Xy được chia thành 3 thôn: Ra Man, Ra Po, Troan La Reo.